# فرانکو دی سانتو
فرانکو ماتیاس دی سانتو (اسپانیایی: Franco Matías Di Santo‎؛ زادهٔ ۷ آوریل ۱۹۸۹) بازیکن فوتبال اهل آرژانتین است.

## باشگاهی
از باشگاه‌هایی که در آن بازی کرده‌است می‌توان به آئوداکس ایتالیانو، چلسی، بلکبرن روورز، ویگان اتلتیک، وردر برمن، شالکه ۰۴، رایو وایکانو و اتلتیکو مینیرو اشاره کرد.

## تیم ملی
وی همچنین در تیم ملی فوتبال آرژانتین بازی کرده‌است.